# Hruštín
Hruštín je naseljeno mjesto u okrugu Námestovo u Žilinskom kraju u Slovačkoj.

## Stanovništvo
| Godina:     | 1993. | 2003.   | 2013.   | 2023.   |
| ----------- | ----- | ------- | ------- | ------- |
| Broj ljudi: | 3031  | 3200    | 3154    | 3190    |
| Razlika:    |       | +5,57 % | -1,43 % | +1,14 % |

| Godina:     | 2022. | 2023.   |
| ----------- | ----- | ------- |
| Broj ljudi: | 3178  | 3190    |
| Razlika:    |       | +0,37 % |

Prema podatcima o broju stanovnika iz 2023. godine naselje je imalo 3190 stanovnika.

## Vanjske poveznice
|  | Zajednički poslužitelj ima još gradiva o temi Hruštín |

- Službena stranica naselja (sl.)